# Radoman Božović
Radoman Božović (Радоман Божовић; Nikšić, 13 gennaio 1953) è un politico serbo, primo ministro del suo paese.

## Biografia
Nato in un villaggio sulle rive del fiume Piva, nell'attuale Bosnia ed Erzegovina, si trasferisce dopo le elementari in Serbia. Nel 1975 si laurea presso l'università di Subotica in economia, ottenendo un master presso l'Università di Belgrado nel 1981.
| Controllo di autorità | VIAF (EN) 110627545 · ISNI (EN) 0000 0000 8300 4867 · LCCN (EN) n85037186 · CONOR.SI (SL) 70086243 |